# Roger Piantoni
Roger Piantoni (Étain, Francia, 26 de diciembre de 1931-Nancy, 26 de mayo de 2018) fue un futbolista francés, que se desempeñó como delantero y que militó en diversos clubes de Francia.

## Clubes
| Club        | País    | Año       |
| ----------- | ------- | --------- |
| Nancy       | Francia | 1949-1957 |
| Stade Reims | Francia | 1957-1964 |
| Niza        | Francia | 1964-1966 |

## Selección nacional
Fue internacional con la Selección de fútbol de Francia; donde jugó 37 partidos internacionales y anotó 18 goles por dicho seleccionado. Incluso participó con su selección, en una Copa Mundial. La única Copa del Mundo en que Piantoni participó, fue en la edición de Suecia 1958, donde su selección obtuvo el tercer lugar y Piantoni anotó cuatro goles en ese torneo.